# Караман Станіслав Олександрович
Станіслав Олександрович Караман (22 липня 1954, м. Новоукраїнка Кіровоградської області) — український педагог і науковець. Доктор педагогічних наук (1998), професор (2002), завідувач кафедри української мови Гуманітарного інституту Київського університету імені Бориса Грінченка, головний редактор науково-методичного та літературно-мистецького журналу «Українська мова і література в школах України».

## Життєпис
В 1978 закінчив Кіровоградський державний педагогічний інститут ім. О. С. Пушкіна, за спеціальністю «Філологія. Українська мова і література» (нині Центральноукраїнський державний педагогічний університет імені Володимира Винниченка). Вчителював.
Від 1988 — у Криворізькому педагогічному університеті (нині Криворізький державний педагогічний університет): 1998—2002 — декан філологічного факультету, завідувач кафедри української мови; 2002—2008 — декан філологічного факультету.
Від 2008 — завідувач кафедри української мови та методики навчання Київського університету імені Бориса Грінченка.
Від 2011 — завідувач кафедри української мови Гуманітарного інституту Київського університету імені Бориса Грінченка.
Від січня 2012 — головний редактор науково-методичного та літературно-мистецького журналу «Українська мова і література в школах України»; голова спеціалізованої вченої ради К. 26.13305 зі спеціальності 13.00.02 — теорія та методика навчання (українська мова).

## Науковець
Наукові дослідження:
- методика української мови в профільній школі,
- змістові й технологічні аспекти лінгводидактики вищої школи.

## Праці
Співавтор низки навчальних посібників, зокрема:
- «Українська мова. Як писати переказ» (1998);
- «Практикум з методики навчання української мови у ЗНЗ» (2006; 2010);
- «Сучасна українська літературна мова» (2010),

Співавтор підручників «Рідна мова» для 8-го (2000; 2004; 2008), 9-го (2002; 2006) та 10-го (2004; 2008; усі — Київ) класів.
Основні наукові праці:
- Методика навчання української мови в гімназії: Навч. посіб. 2000;
- Психологічні умови формування орфографічних умінь і навичок // Наука і сучасність: Зб. наук. пр. Сер. Педагогіка. Філологія. 2001. Т. 28;
- Застосування методів і прийомів навчання української мови у школах різного типу // Там само. 2002. Т. 29 (усі — Київ).